# Patriziato (Colonia)
Il patriziato di Colonia costituiva uno dei tre corpi sociali in cui era suddivisa la società della Città Imperiale di Colonia, assieme ai cittadini ed agli stranieri, e fu il vero ceto dominante della città sino al crollo del Sacro Romano Impero nel 1806.
Patrizio era il titolo nobiliare spettante ai membri dell'aristocrazia al governo della città di Colonia. Il titolo era abbreviato, davanti al nome, dalla sigla patr.

## Storia

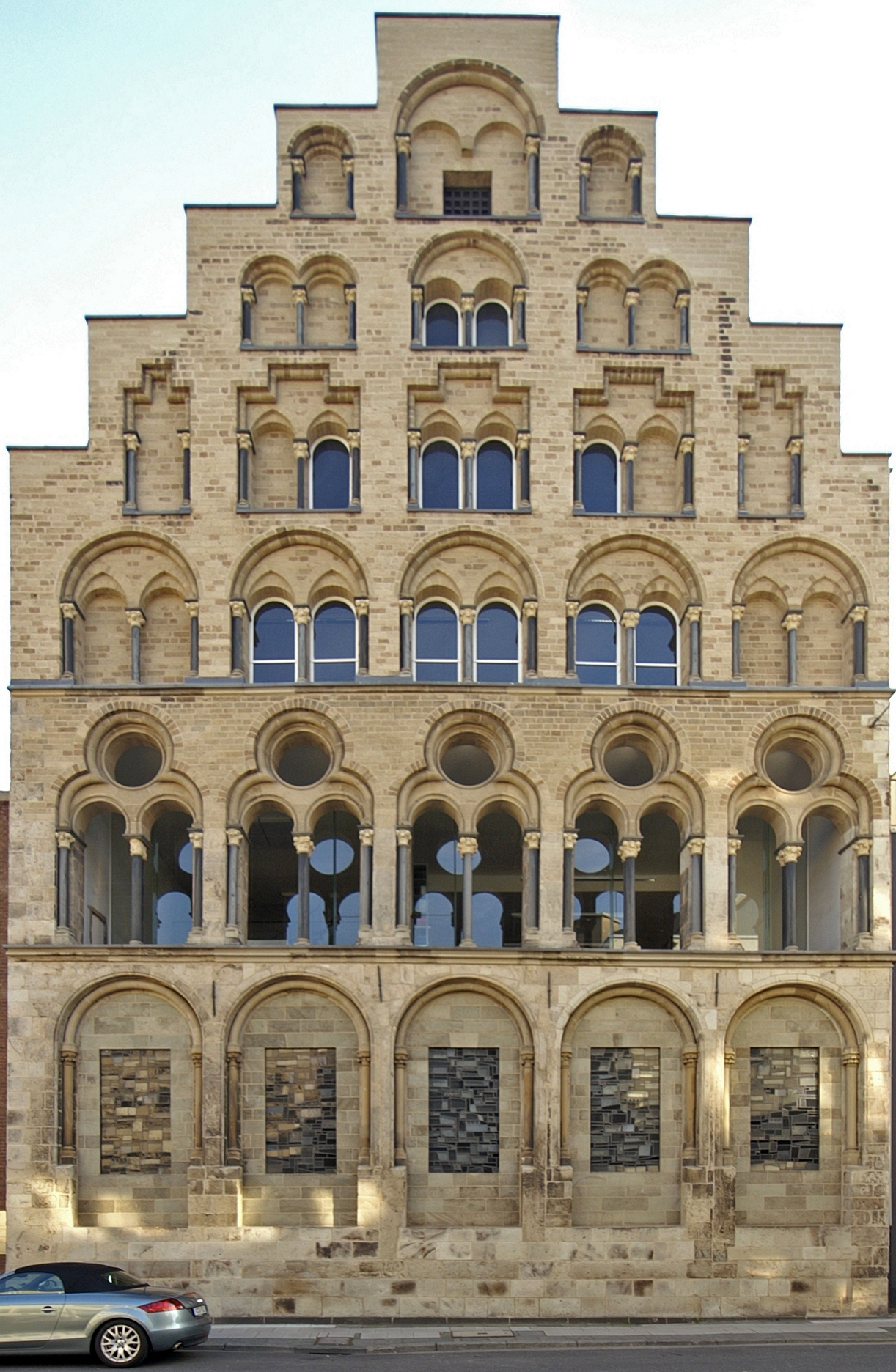
L' Overstolzenhaus di Colonia, sede del patriziato cittadino dal 1255

La presenza di un organo patriziale nella città di Colonia è testimoniato dalle ricerche d'archivio al 1169 in seguito a dispute tra i cittadini e l'arcivescovo Philipp von Heinsberg. Egli aveva il compito di sovrintendere alle gilde commerciali della città, guidare le forze di polizia, controllare il commercio interno ed esterno alla città e scegliere il sindaco della città di Colonia. Tuttavia, la giurisdizione della città si trovava nelle mani del consiglio patriziale. Il patriziato a Colonia era composto, come osservato da Luise von Winterfeld, "non tanto sulla ricchezza della proprietà, quanto piuttosto sui profitti dei negoziati".
A testimonianza dell'influenza raggiunta dai patrizi di Colonia nella gestione della città tramite la loro associazione, ancora oggi è presente l' Overstolzenhaus, il loro luogo di rappresentanza. La costruzione, eretta tra il 1220 ed il 1225, rappresenta la consapevolezza del patriziato della città. Tutte le famiglie patriziali di Colonia discendevano da Blithildis Ovirstoth, figlia di Godescalsus (Gottschalk) Ovirstoth (1145 Colonia - ivi 1212), che è stato attestato come il più vecchio membro della più antica famiglia patriziale di Colonia dal 1197. Praticamente tutto il patriziato a Colonia proviene da questo ricco mercante e dai suoi otto figli.

## Posizione sociale ed economica
Il patriziato di Colonia doveva la propria ricchezza alle grandi famiglie mercantili della città, oltre ad intraprendere l'attività della mercatura dal XIV secolo. I principali patrizi della città erano proprietari di immobili, panetterie, birrerie, macelli, forge, mulini e banche. Dal XIV secolo il commercio del vino fu un fronte importante di rendita per molte famiglie dell'aristocrazia cittadina. Verso la metà del XIV secolo, la maggior parte delle famiglie patrizie della città si ritirò dal commercio di modo da distanziare il proprio ruolo politico-sociale dalle proprie entrate.

## Elenco delle famiglie patrizie di Colonia

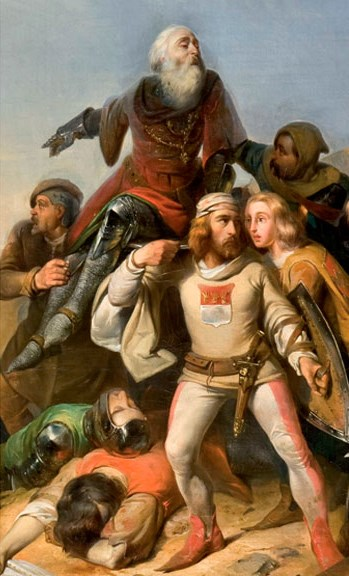
Dettaglio del dipinto della battaglia di Ulrepfort (1841); il servitore in primo piano porta sul petto lo stemma del padrone sorretto sullo scudo dopo essere stato colpito a morte, Matthias Overstolz, patrizio di Colonia

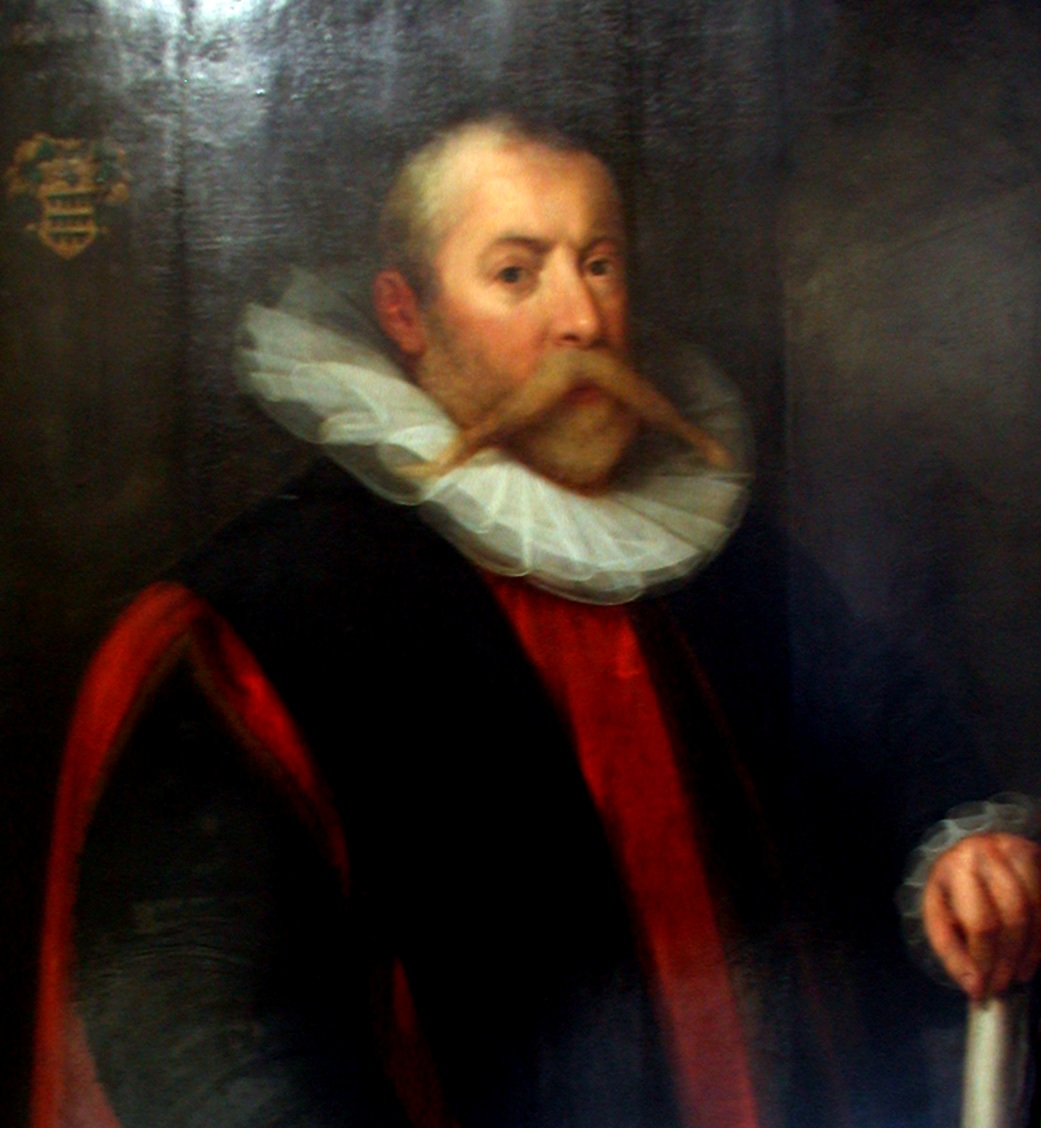
Johann Lyskirchen nelle vesti di un sindaco di Colonia. 1595 c.

### Famiglie del gran consiglio
- Aducht
- Gir (Gyr)
- Grin
- Hardevust (Hardefaust)
- Hirtz
- Hirzelin
- vom Horn
- Kleingedank (Cleingedanc)
- Lyskirchen
- Overstolz
- Quattermart
- Raitz von Frentz (originariamente solo Raitz o Razo)
- Scherf (f)
- Spiegel

### Famiglie del piccolo consiglio

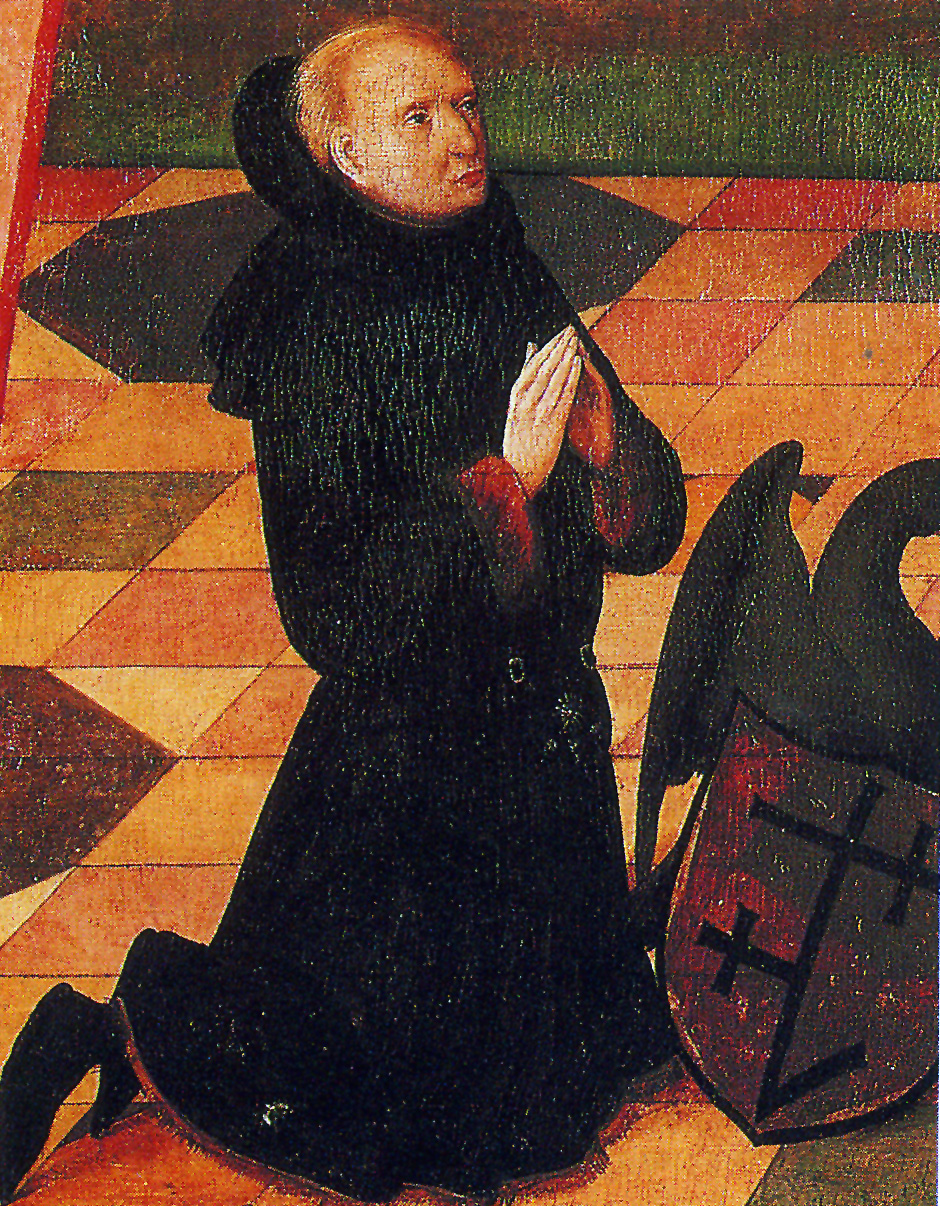
Il consigliere Johann Rinck

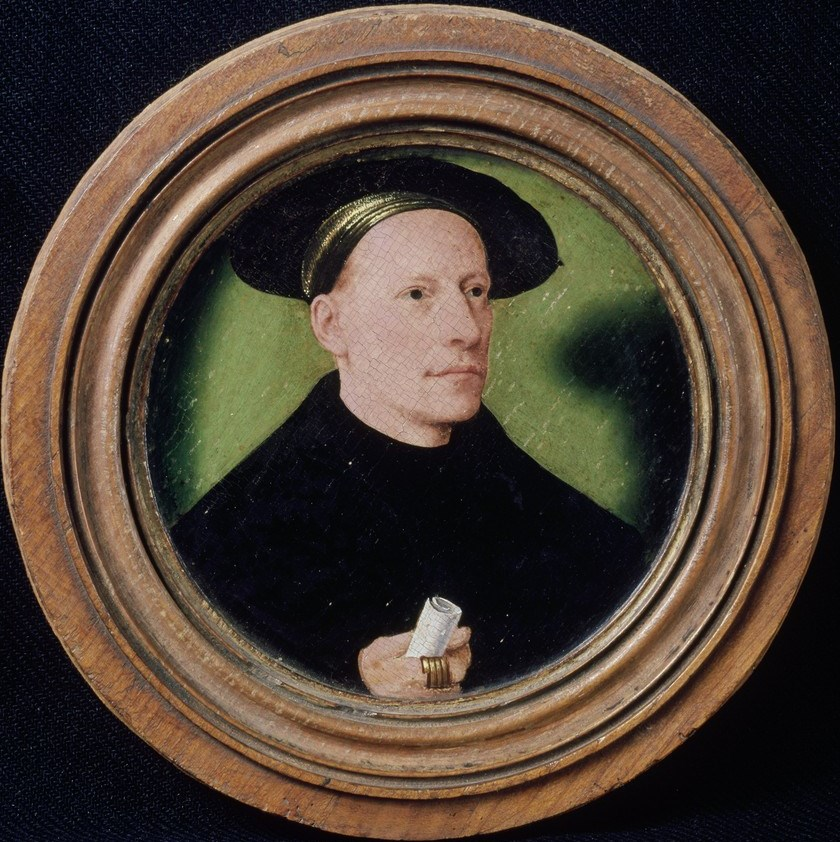
Hermann Rinck (c. 1550)

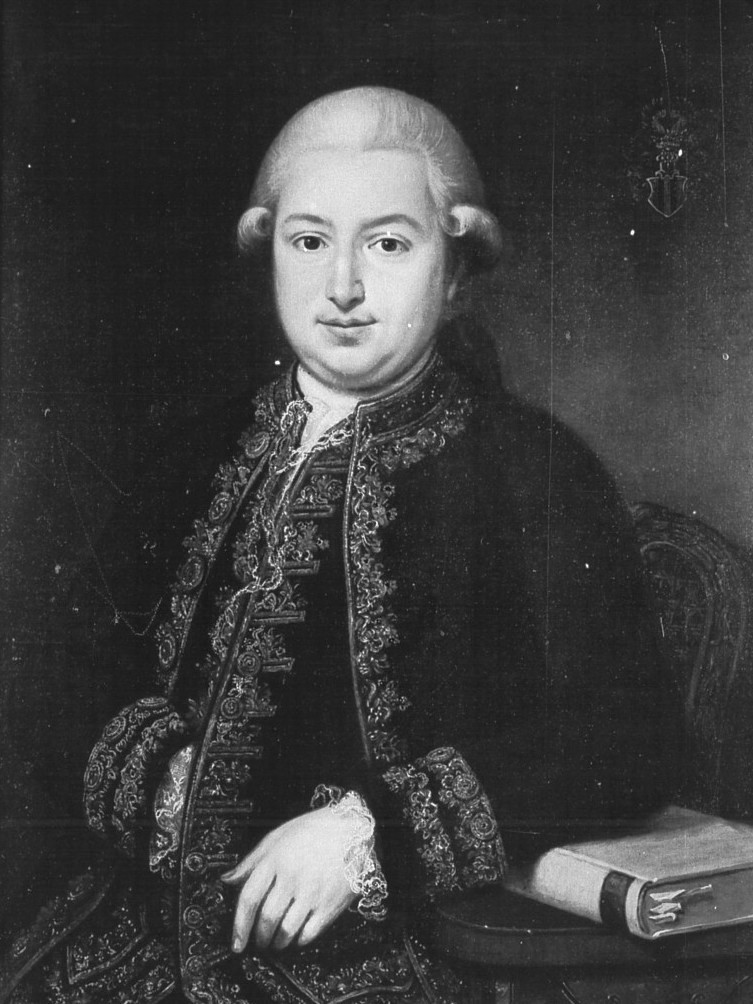
Johann Jakob von Wittgenstein

- Benesis
- Beyweg
- Birkelin (Bircklin)
- Birreboyme
- Hackeney (o Hageney)
- Hardenrath
- Rinck (Rink, Rynck)
- Sudermann / Suderman
- Weise (Wyse)

### Altre famiglie
- Bruwiler
- Dauwe
- Franken-Siersdorf
- Gail
- Groote
- Herresdorf
- Herweg
- Hilgers
- Hittorf
- Hoevel
- Hungs
- Jabach
- Kannengießer
- Krebs
- Kruft
- Merle
- Mockel
- von der Mühlengasse
- Mulheim
- Mylius )
- zum Pütz
- Schall
- Siegen
- Wallraf (Walrave)
- Wasservasse
- Wittgenstein